# Trichosetodes anaksepuluh
Trichosetodes anaksepuluh là một loài Trichoptera thuộc họ Leptoceridae. Chúng phân bố ở miền Ấn Độ - Mã Lai.